# Rinntal bei Alfeld
Das Rinntal bei Alfeld ist ein Naturschutzgebiet nördlich von Alfeld im mittelfränkischen Landkreis Nürnberger Land in Bayern.

## Lage
Das Rinntal bei Alfeld grenzt unmittelbar an den nördlichen Ortsrand von Alfeld.
Im Osten wird es begrenzt durch die Staatsstraße 2236 sowie im Norden durch die Verbindungsstraße nach Pollanden.

## Beschreibung
Das Rinntal ist ein ausgewiesenes, 33,8 Hektar großes Naturschutzgebiet und trägt die Katasternummer NSG500.063. Das Naturschutzgebiet ist Bestandteil des Natura 2000 Netzwerkes und als Teil des Schutzgebietes DE6534371, Bachtäler der Hersbrucker Alb ausgewiesen.
Es handelt sich hierbei um ein typisches Juratrockental der Albhochfläche. Das Gebiet umfasst den Talgrund in Ost-West-Richtung sowie die Hänge eines Seitentales des Albaches.
Im Talgrund befindet sich eine trockene und nur bei Starkregen wasserführende Bachrinne.
Die Hänge wurden früher traditionell als Hutanger genutzt und werden seit einigen Jahren wieder mit Schafen beweidet. Der Talgrund ist geprägt von bewirtschafteten Wiesen und die flacheren Talhänge sind durch ehemalige Ackerterrassen gegliedert.
Die zugehörigen Ranken sind mit lückigen Feldhecken bewachsen und reich an Kalksteinverbruch.

## Flora und Fauna

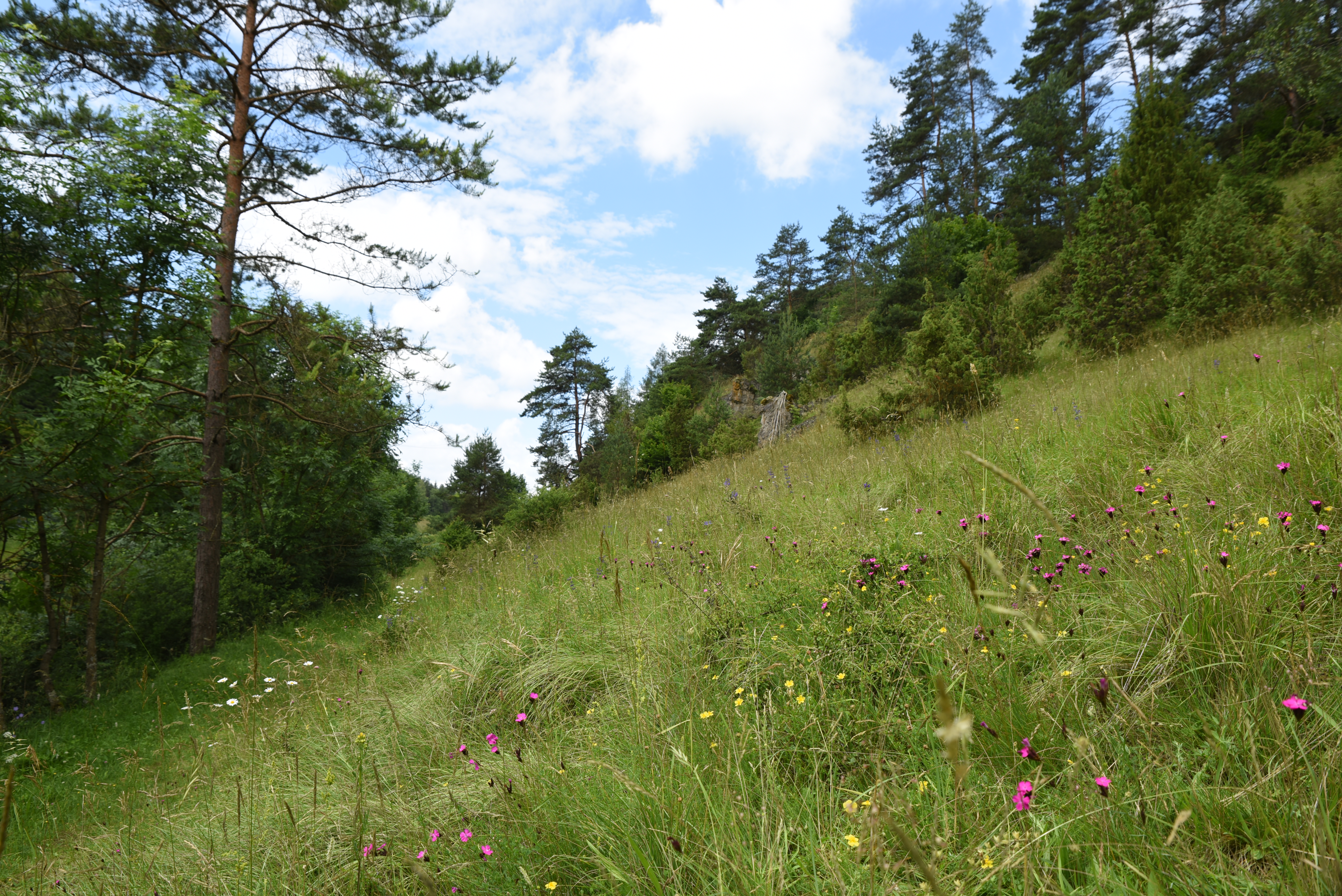
Das Rinntal im Sommer mit all seiner Blütenpracht.

Heute prägen Wacholderheiden und Kalkmagerrasen mit vereinzelt dazwischen aufragenden kleineren Dolomitfelsen das Landschaftsbild des von Kiefern gerahmten Tals. Das Tal ist ein wertvoller Lebensraum für zahlreiche Tagfalter.

## Umgebung
Die nähere Umgebung um Alfeld bietet ein umfangreiches Wanderwegenetz und zahlreiche Karsthöhlen.

## Zugang
Das Naturschutzgebiet ist ganzjährig frei zugänglich. Ein Rundwanderweg mit informativen Tafeln führt entlang eines ausgewiesenen Naturerlebnispfades von Alfeld aus durch das Rinntal.
Ein Besuch ist besonders lohnend im Frühsommer zur Blüte des Kalkmagerrasens.

## Bildergalerie

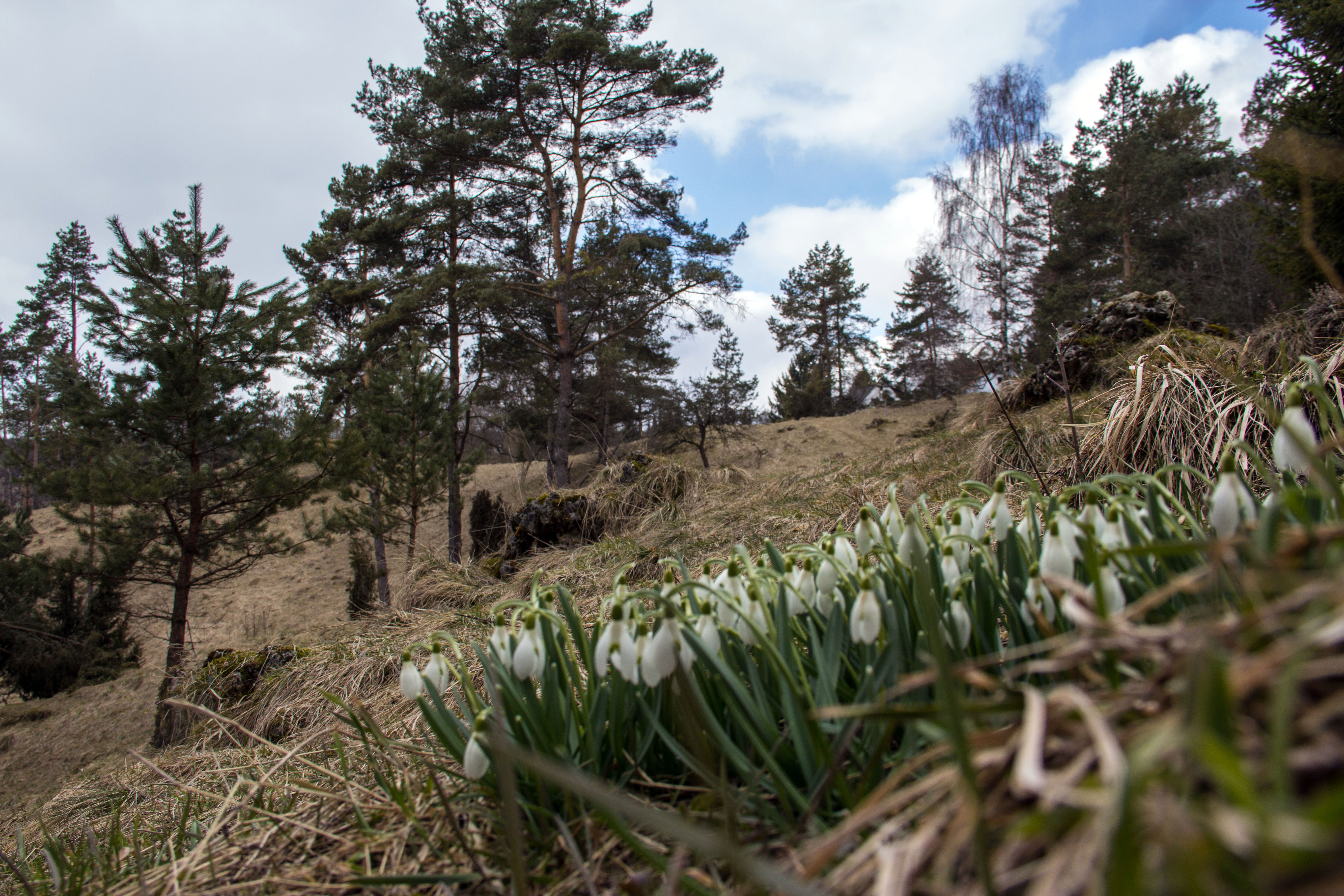
Vorfrühling
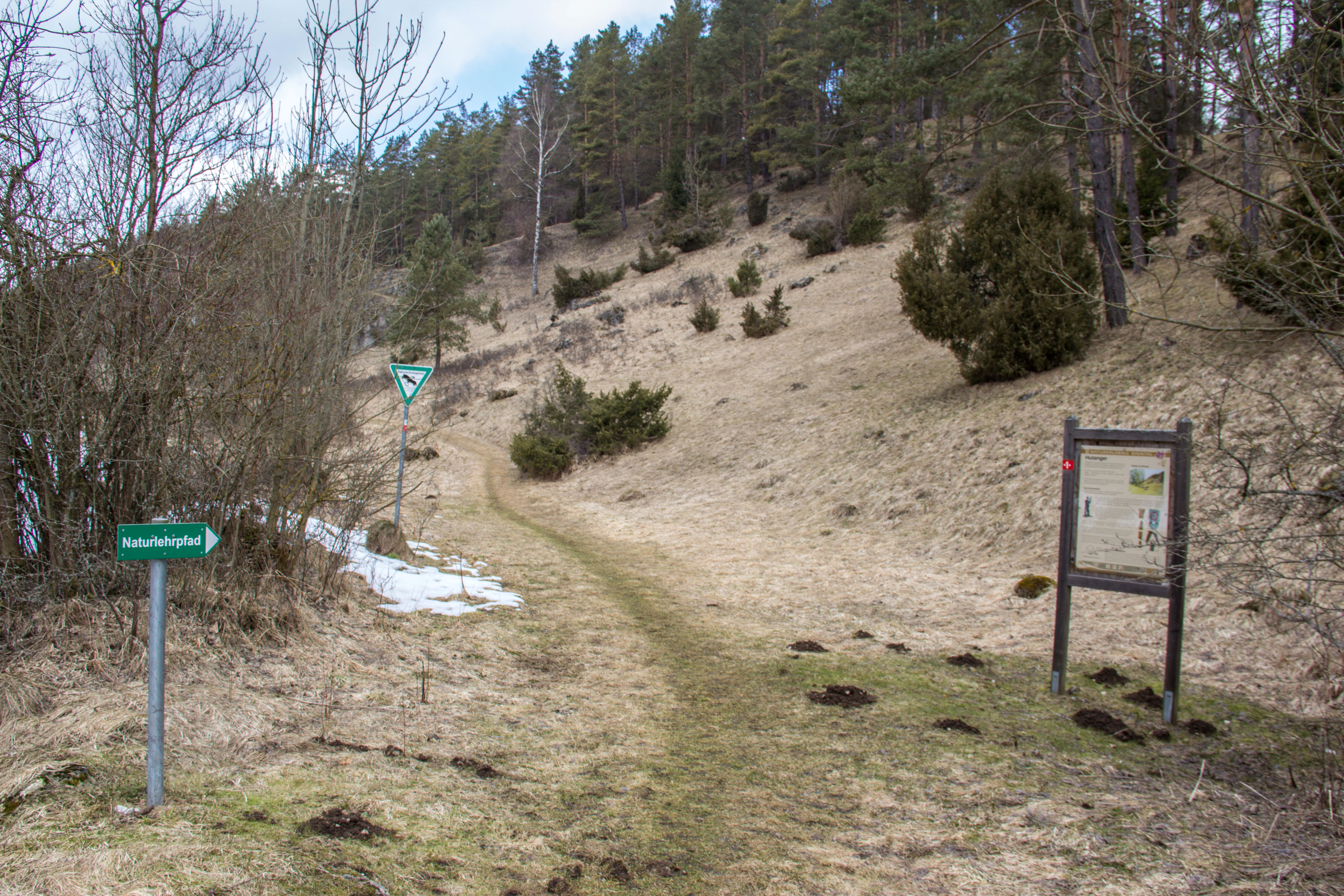
Tal nahe Alfeld
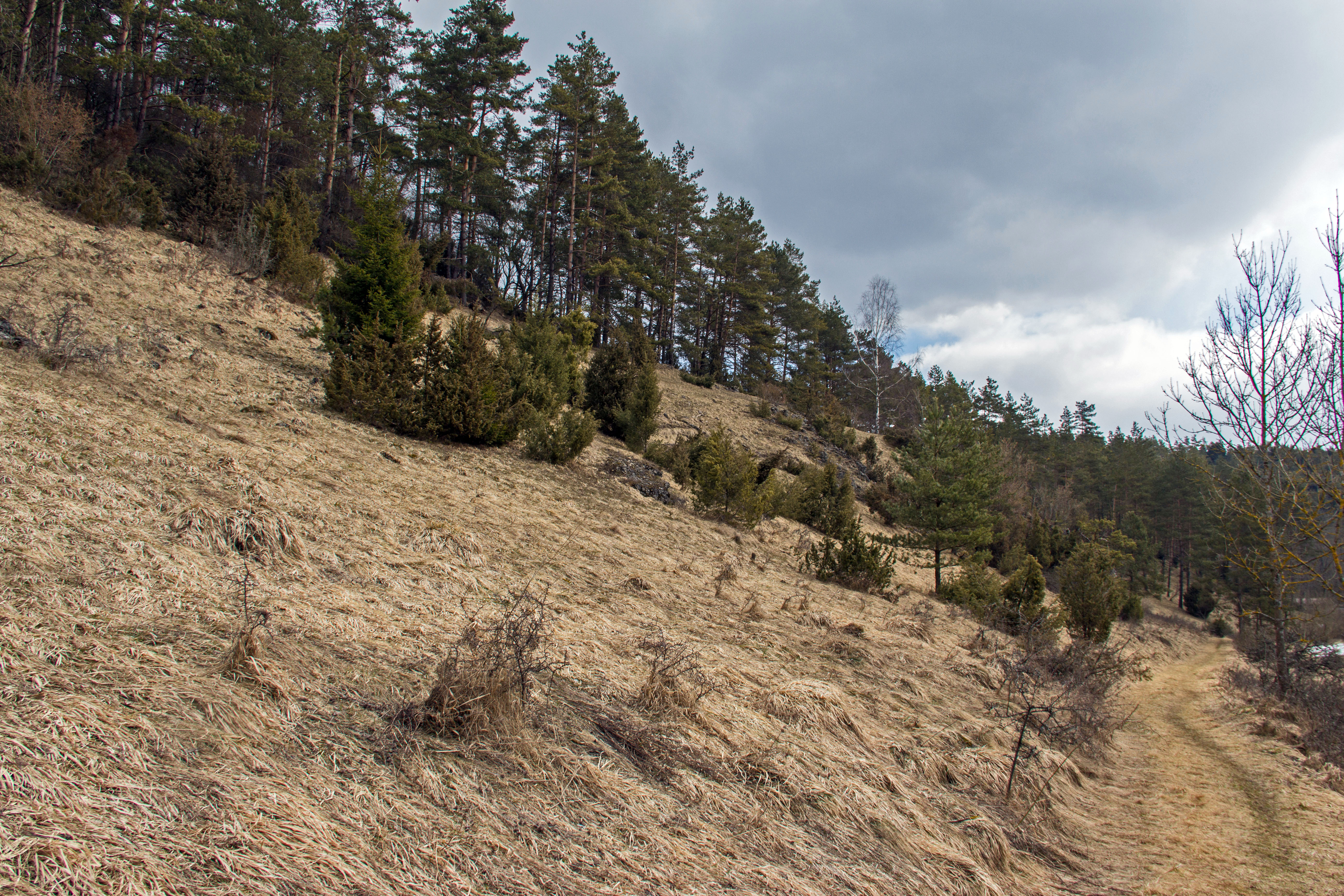
Typische Hangwiese
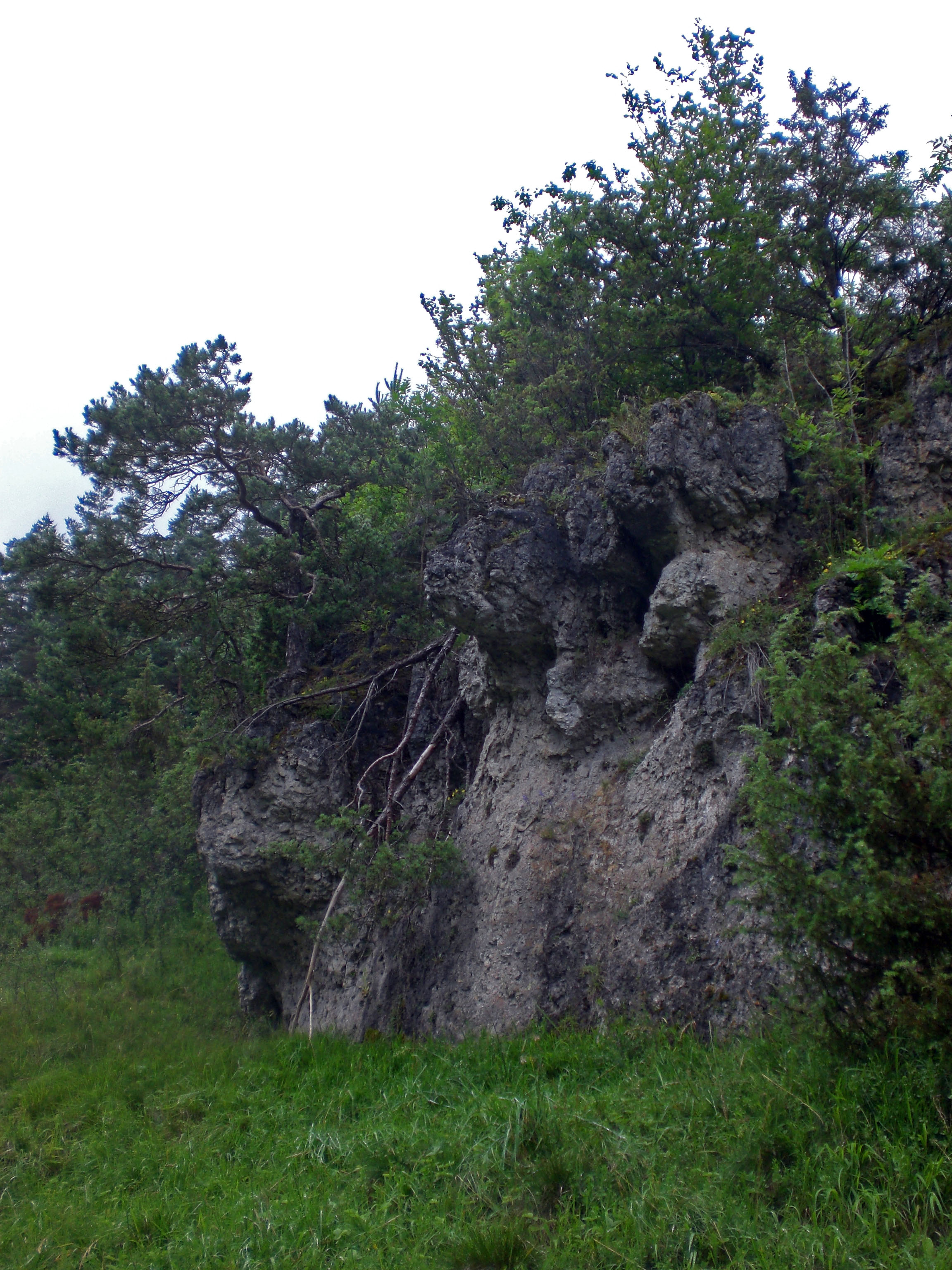
Rinntal mit Dolomitfelsen im Sommer